# Jagdschlösschen Carlsruhe

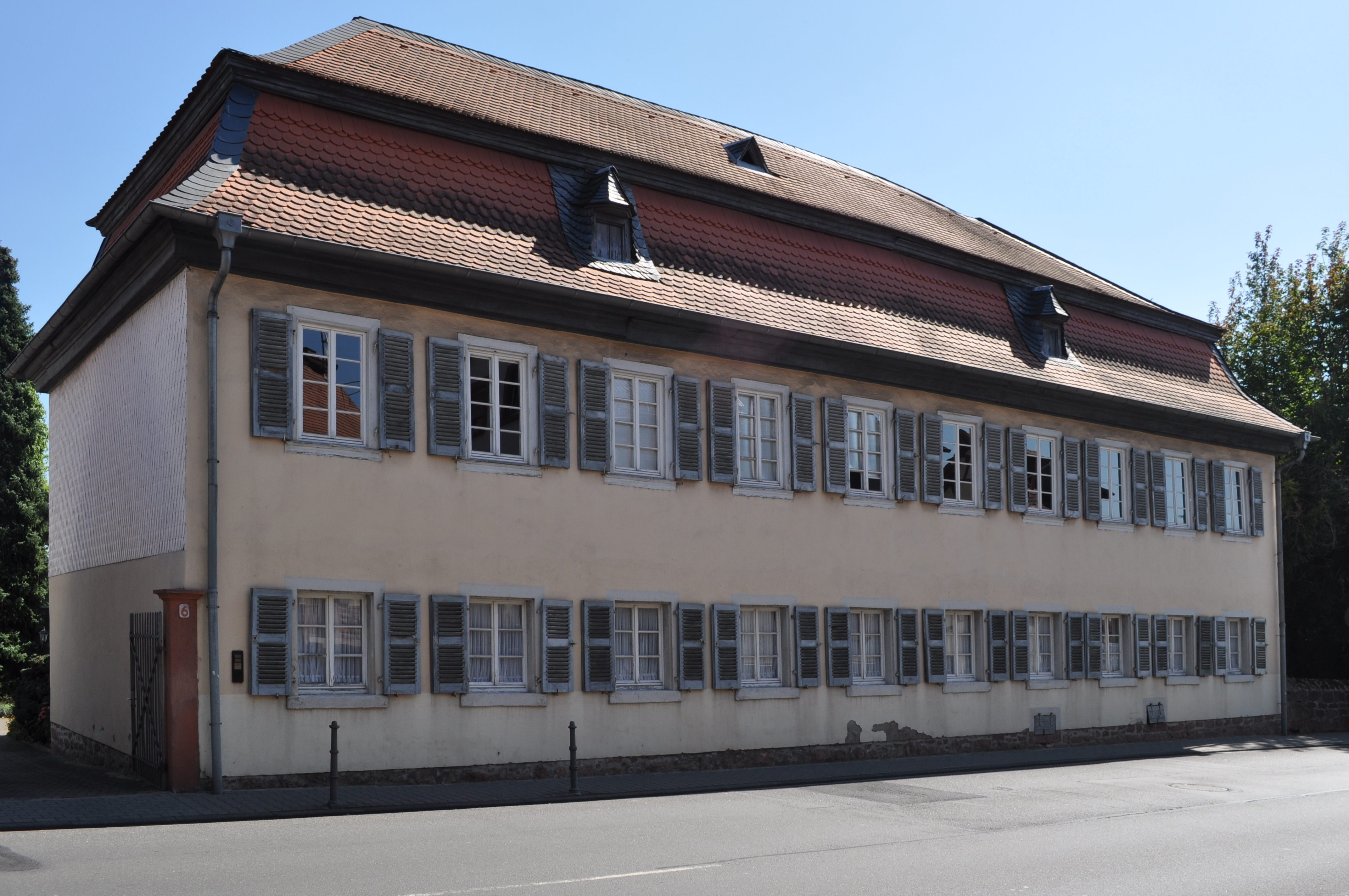
Das ehemalige Jagdschlösschen und Pfarrhaus (Straßenansicht in Richtung Süden)

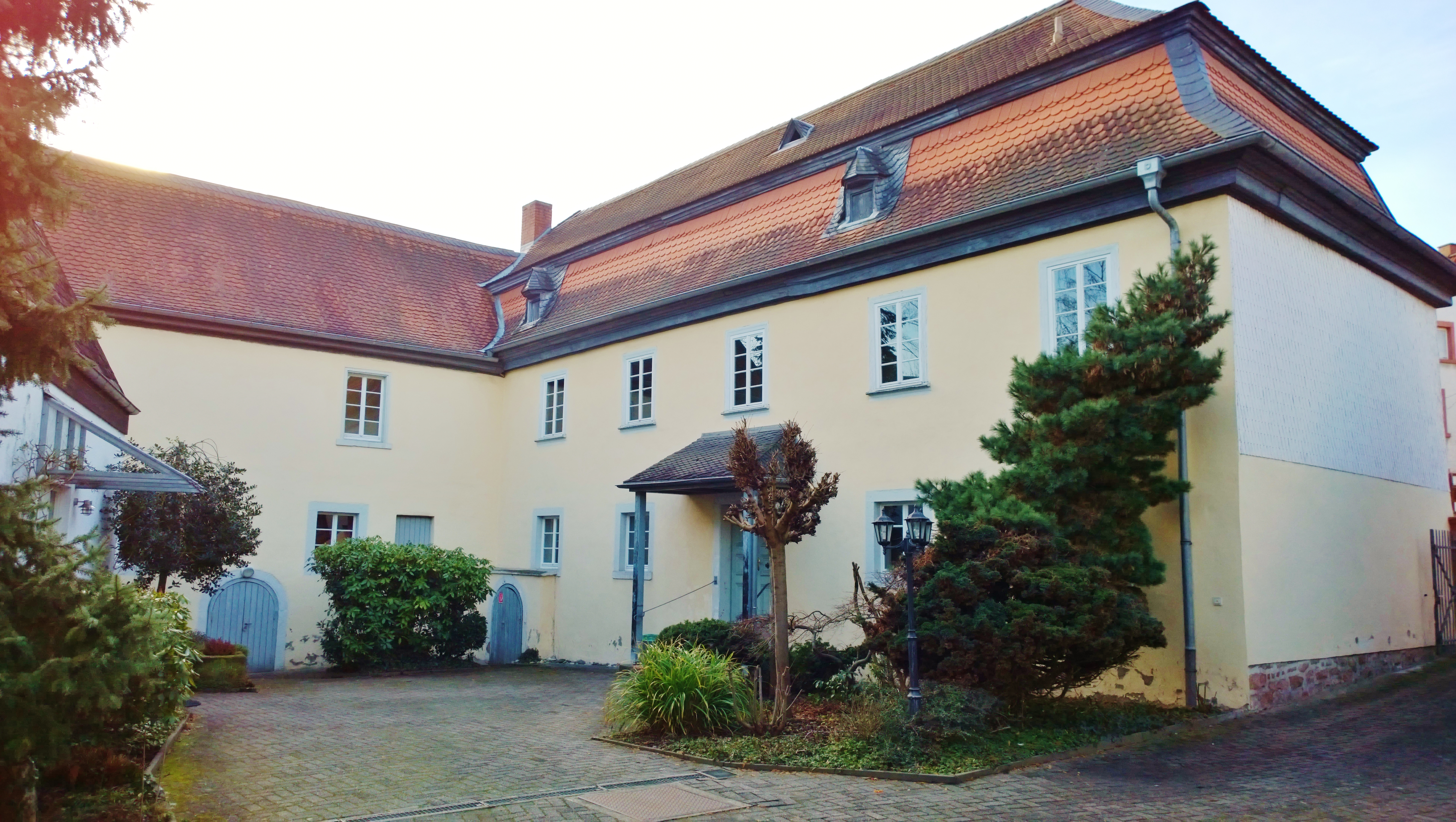
Blick in den Innenhof

Das ehemals herrschaftliche Anwesen Carlsruhe oder Jagdschlösschen Carlsruhe (auch Löwensteiner Jagdschlösschen genannt) war eigentlich ein Pfarrhaus und Jagdschloss zugleich. Die Anlage befindet sich im Stadtteil Sandbach der Stadt Breuberg im Odenwaldkreis in Hessen (Deutschland).

## Lage
Das Anwesen befindet sich in der Höchster Straße 6 (156 m NHN) in Sandbach in fast zentraler Lage nördlich oberhalb des Mümlingtales, die hier ostwärts von Höchst nach Obernburg am Main verläuft, und liegt westlich der Burg Breuberg. Der Ort Sandbach befindet sich im nördlichen Odenwald an der Grenze zwischen dem Odenwaldkreis und dem östlichen Zipfel des Kreises Darmstadt-Dieburg nur wenige Kilometer vom Main und von Unterfranken entfernt.

## Geschichte

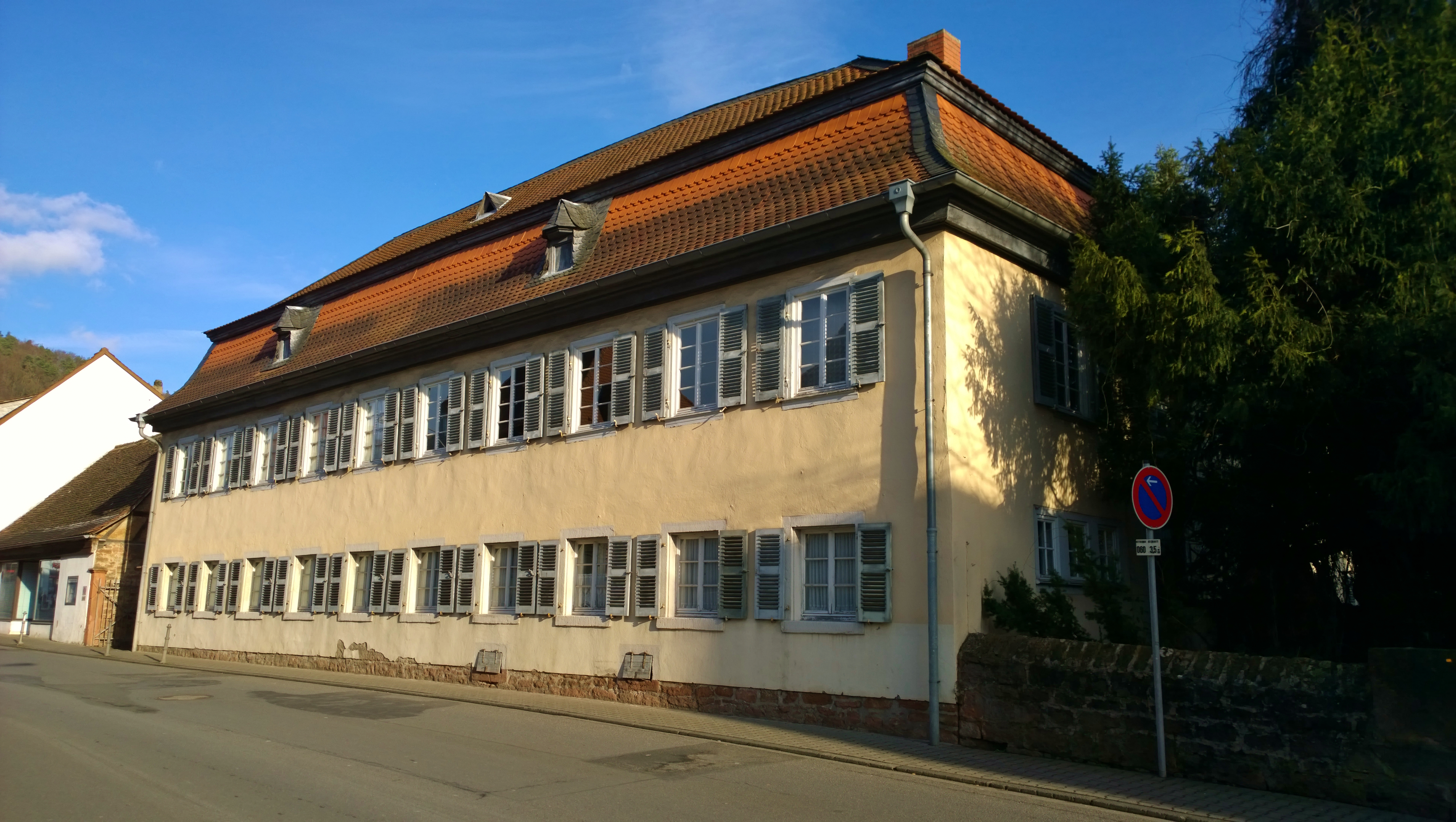
Blick von Westen mit Resten der starken Umfassungsmauer

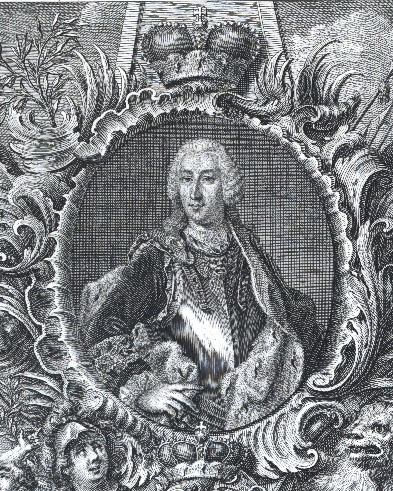
Fürst Karl Thomas zu Löwenstein, der Namensgeber des Jagdschlösschens

Zwischen 1398 und 1400 ist der Ort Sandbach kurpfälzisches Lehen des Henne Forstmeister von Gelnhausen. 1450 hat die Herrschaft Breuberg Frucht- und Geldgefälle inne. 1557 hat die Herrschaft Breuberg dann auch alle hohe und niedere Obrigkeit, Gebot und Verbot. 1787 war Sandbach zur Hälfte im Besitz der Grafschaft Erbach-Schönberg, die die Herrschaft Breuberg halb besaß und zur anderen Hälfte gehörte es zum Fürstentum zu Löwenstein-Wertheim-Rochefort. 1806 kommt es mit der gesamten Breubergischen Zent Höchst an das Großherzogtum Hessen.
1483 wurde auf dem heutigen Gelände ein Schenkenhof des Schenk Adolar von Erbach genannt. 1684 wird ein Erbachsches Herrenhäuschen erwähnt. Der Plan, vermutlich aus dem Jahre 1754, zum Bau eines Jagdschlosses in Sandbach ist nur in stark gemilderter Form zur Ausführung gekommen. Wahrscheinlich wurde schon 1756 mit dem Bau begonnen.
Das Schloss wurde in den Jahren 1768 bis 1772 im Auftrag der Fürsten zu Löwenstein erbaut. Es sollte als evangelisches Pfarrhaus errichtet werden, dessen obere Etage zugleich Jagdschloss des Fürsten Karl Thomas zu Löwenstein-Wertheim-Rochefort sein sollte. 1772 war der Carlsruhe genannte Bau fertig.

## Beschreibung
Der stattliche, zweiflügelige, in der Straßenfront zehnachsige Barockbau mit beidseitigem Mansarddach (Mansardwalmdach), das auf der Straßenseite im steilen Dachbereich zwei Gauben hat, ist ein langgestrecktes L-förmiges Gebäude. Es wurde im Erdgeschoss massiv, in der Etage als verputztes Fachwerk ausgeführt. Die obere Etage wurde mit Rokoko-Stuckaturen verziert. Die kürzere Seite des Anwesens zeigt im Süden von der Straße weg. Die Giebelseiten sind mit den für die alten Odenwaldhäuser typischen Holzschindeln verblendet. Der mit einem Holzschindeldach geschützte Eingang befindet sich auf der Hofseite. Im zum Garten gerichteten Baukörper befinden sich zwei Gewölbekellereingänge. Das Gelände weist noch Reste der starken Maueranlage auf, die früher vermutlich bis auf die Straßenfront das ganze Gelände umgab.

## Heutige Nutzung
Das Anwesen ist als ein Kulturdenkmal nach dem Hessischen Denkmalschutzgesetz ausgewiesen und ist heute evangelisches Gemeindehaus.